# Ceroplesis aethiops
Ceroplesis aethiops är en skalbaggsart som först beskrevs av Fabricius 1775.  Ceroplesis aethiops ingår i släktet Ceroplesis och familjen långhorningar. Inga underarter finns listade i Catalogue of Life.